# Дегенеративная музыка

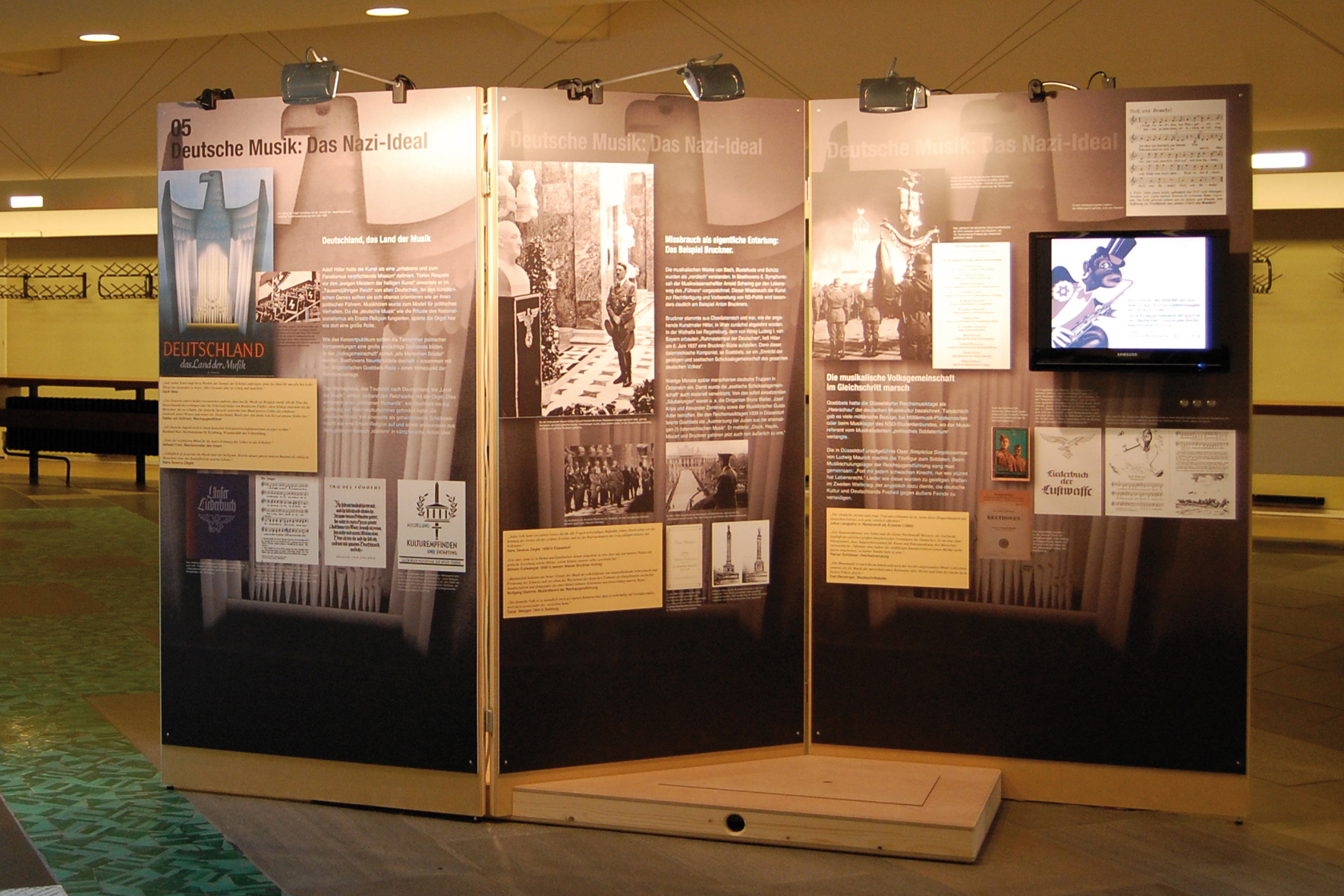
Реконструированная выставка «Дегенеративная музыка» (1938)

Дегенеративная музыка (нем. Entartete Musik) — во времена правления в Германии национал-социалистов обозначение модернистской музыки, противоречившей идеологическим принципам нацизма.
Так как национал-социализм в Германии рассматривался не только как политическое, но и как культурное движение немецкого народа, его руководителям представлялись вреждебными и неприемлемыми культурные традиции плюрализма и толерантности, распространённые в стране в период Веймарской республики.
Композиторы, писавшие модернистскую музыку, были заклеймены как представители «дегенеративной музыки» (по аналогии с дегенеративным искусством). В первую очередь это были композиторы «неарийского» (то есть еврейского) происхождения — Арнольд Шёнберг, Ханс Эйслер, Франц Шрекер, Эрнст Кшенек, Эрвин Шульгоф, Курт Вайль, Эрнст Тох. К категории «дегенеративной музыки» были отнесены и произведения некоторых других композиторов, в том числе Игоря Стравинского, Пауля Хиндемита, Антона Веберна, покойного уже Альбана Берга.
В рамках проводимых в Дюссельдорфе в 1938 году Имперских дней музыки руководителем Государственного театра Веймара Хансом Циглером была организована выставка «Дегенеративная музыка», подобная проведённой в 1937 году в Мюнхене выставке «Дегенеративное искусство». Дюссельдорфская выставка была направлена против англо-американского музыкального диктата — в первую очередь в области джаза, и против музыки композиторов еврейского происхождения, служила требованиям их удаления из немецкой культурной жизни. Позднее эта выставка была экспонирована в Веймаре, Мюнхене и в Вене. Её рекламные плакаты карикатурно изображали негра-саксофониста, надув щёки дующего в свой инструмент, с еврейской 6-конечной звездой на чёрном фраке.
Через 50 лет после проведения в Дюссельдорфе выставки «Дегенеративная музыка» она была реконструирована и 16 января 1988 года открыта для посещения в Дюссельдорфе. Позднее она была показана в различных странах мира (в США (1991), в Испании (2007), новая немецкая версия под названием «Подозрительный саксофон („Das verdächtige Saxophon“)» — в 2007).

## Приложения
- «musica reanimata»
- Дегенеративная музыка -приложение и документы (на нем. языке)
- Cinemusic.de — Запрещено в Третьем рейхе — дегенеративная музыка (на нем. языке) Архивная копия от 28 мая 2008 на Wayback Machine